# 사이드보드

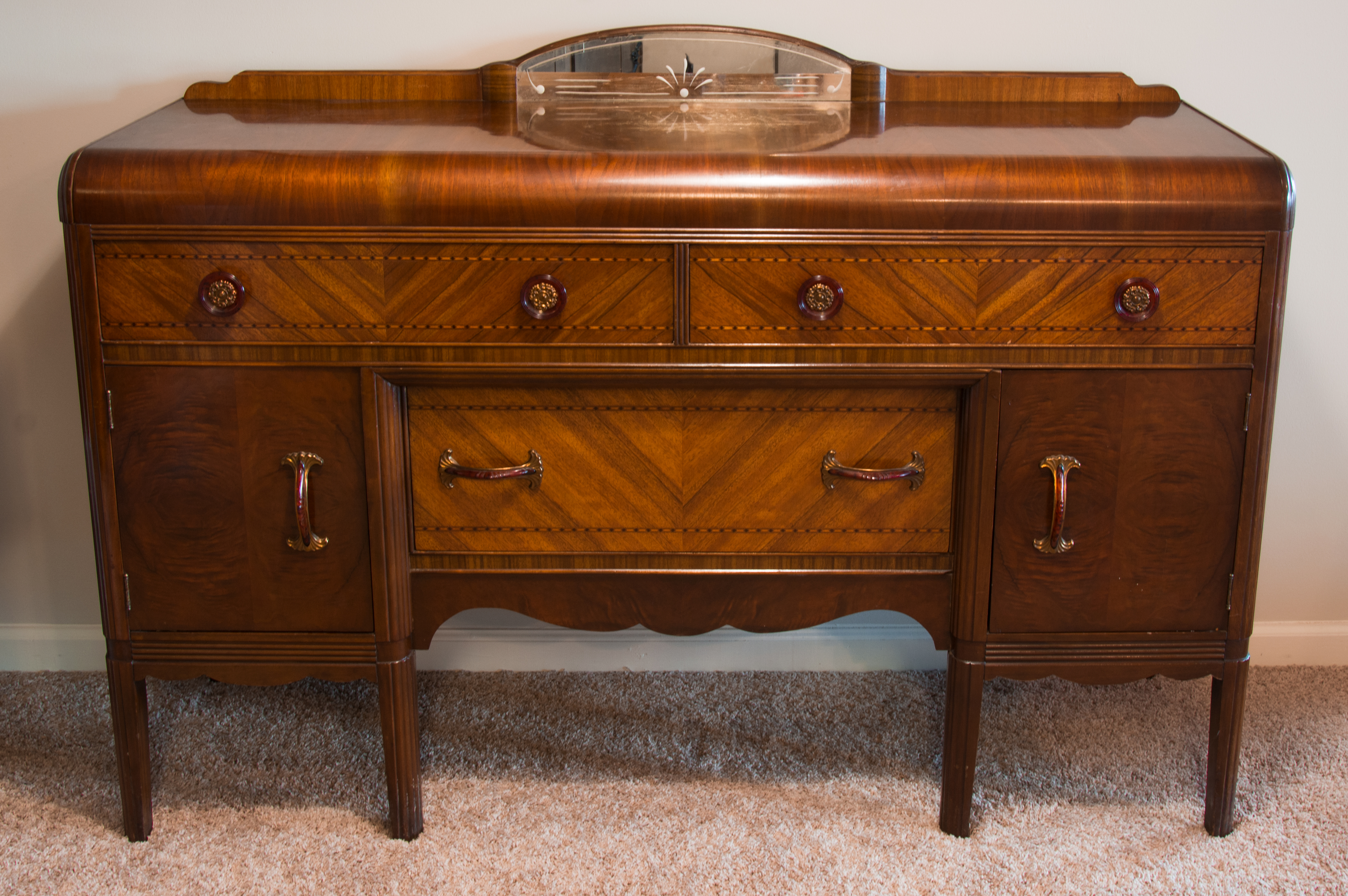

사이드보드(sideboard)는 뷔페(buffet)라고도 불리며, 전통적으로 식당에서 음식을 차리고, 접시를 진열하고, 수납하는 데 사용되는 가구이다. 일반적으로 캐비닛이나 찬장 세트와 하나 이상의 서랍으로 구성되며, 그 위에는 음식, 접시, 조명 기구 등을 편리하게 보관할 수 있는 나무 상판이 있다. 사이드보드와 뷔페는 어느 정도 혼용되는 단어이지만, 다리가 짧거나 다리 없이 바닥에 직접 닿는 받침대가 있는 경우 사이드보드라고 부르는 경우가 더 많고, 다리가 긴 경우 뷔페라고 부르는 경우가 더 많다.
오늘날 흔히 볼 수 있는 사이드보드의 초기 형태는 18세기에 등장했지만, 19세기에 가장 큰 인기를 얻었다. 당시 가정이 번영하여 식사 공간만을 따로 마련할 수 있게 되었기 때문이다. 사이드보드는 다양한 장식 스타일로 제작되었으며, 값비싼 베니어와 상감기법으로 장식되는 경우가 많았다. 후대에 사이드보드는 거실이나 기타 생활용품을 전시하는 공간에 설치되었다.
오늘날 전통적인 격식 있는 다이닝룸에서 앤틱 사이드보드는 바람직하고 세련된 소품이며, 18세기 후반이나 19세기 초반에 제작된 세련된 스타일은 가장 인기 있고 값비싼 품목이다. 현대 가구 스타일에서 이러한 형태의 사이드보드는 종종 서버(server)라고 불린다. 사이드보드의 초기 생산지는 영국, 프랑스, 폴란드, 벨기에, 스코틀랜드였다. 이후 미국식 디자인이 등장했다. 역사적인 사이드보드 제작에 사용된 주요 소재로는 마호가니, 참나무, 소나무, 호두나무 등이 있다.

## 같이 보기
- 뷔페
- 셀라레트
- 웰시 드레서